# Kleiderbürste

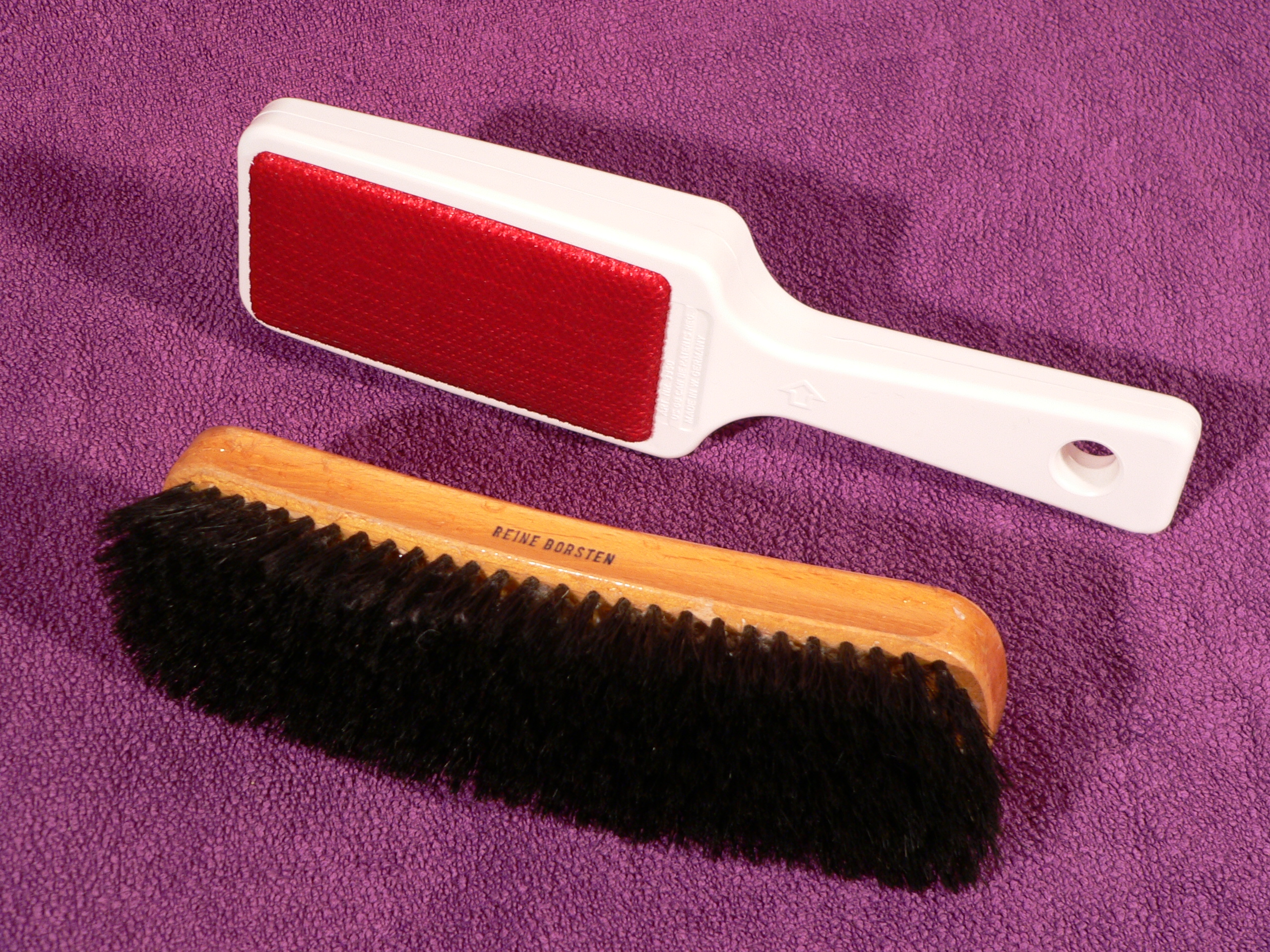
Zwei Kleiderbürsten

Die Kleiderbürste, auch Fusselbürste genannt, ist eine Bürste, mit der Fussel und Haare von Kleidungsstücken entfernt werden. Sie sieht ähnlich aus wie eine normale Bürste, hat aber Haare oder Borsten (oft Chunkingborsten) mit einer tief geschlitzten Fahne, da diese Fussel, Staub und Haare besonders zuverlässig entfernen.
Die „neuzeitige“ Kleiderbürste ist an Stelle von Borsten mit einem teppichartigen Stoff bespannt, an dessen Oberfläche die Fussel und Haare hängenbleiben.